# Université Charles-Darwin

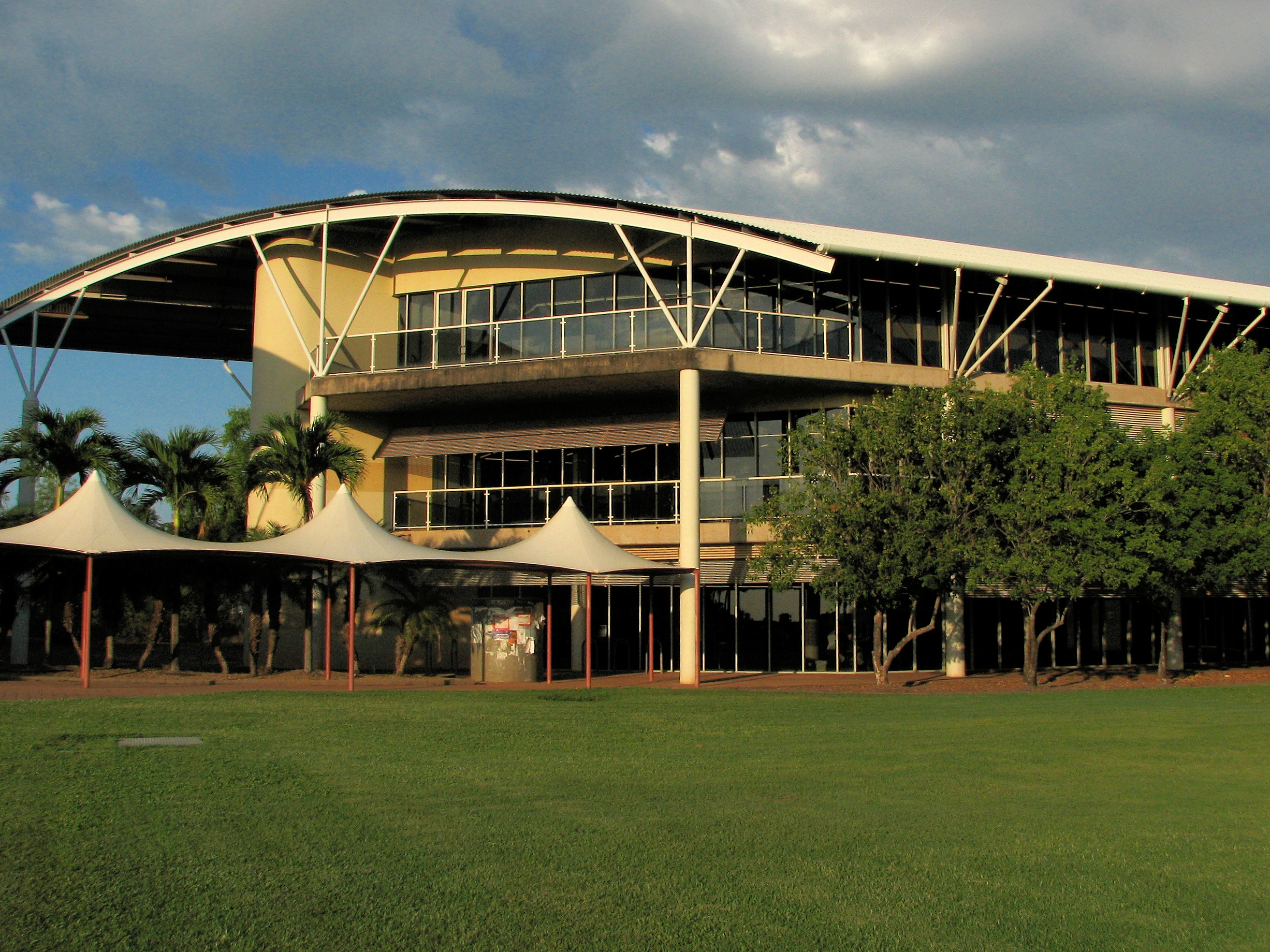
La bibliothèque du campus Casuarina

L'université Charles-Darwin (CDU) est une université située à Darwin dans le Territoire du Nord en Australie. Le campus principal, nommé Casuarina campus, se trouve dans la banlieue de Brinkin, proche du centre commercial de Casuarina. Les autres campus se trouvent à Alice Springs, Palmerston et Katherine, avec des petits centres d'éducation à Tennant Creek, Yulara, Jabiru, Mataranka et Nhulunbuy.
Elle a été créée le 1er janvier 2004 par un regroupement de l'université du Territoire du Nord (NTU) de Darwin et du Centralian College d'Alice Springs.
L'université a été dénommée ainsi en hommage à Charles Darwin, le célèbre naturaliste anglais.

## Histoire
L’Université Charles Darwin a évolué au fil des années grâce à la fusion de plusieurs établissements d’enseignement supérieur.

## Personnes notables
Le vice-chancelier et président de l'université depuis 2014 est le professeur Simon Maddocks, spécialiste en sciences agricoles.
- Christian Bök, professeur